# Thumaide
Thumaide is een dorp in de Belgische provincie Henegouwen, en een deelgemeente van de Waalse gemeente Belœil.
Thumaide was een zelfstandige gemeente, tot die bij de gemeentelijke herindeling van 1977 toegevoegd werd aan de gemeente Belœil.

## Bezienswaardigheden
- De Sint-Pancratiuskerk (Église Saint-Pancrace) is een classicistisch kerkgebouw van 1740.

## Natuur en landschap
De hoogte aan de kerk bedraagt 53 meter.

## Demografische ontwikkeling
- Bronnen:NIS, Opm:1831 tot en met 1970=volkstellingen, 1976= inwoneraantal op 31 december

## Nabijgelegen kernen
Bury, Ramegnies, Wadelincourt